# Wartturm Rheinsberg
Der Wartturm ist ein denkmalgeschützter Aussichtsturm in Rheinsberg im Norden von Brandenburg. Von den Einheimischen wird er häufig auch „Leuchtturm“ genannt.

## Lage
Der Turm befindet sich ungefähr 1,5 Kilometer in südlicher Richtung vom Schloss Rheinsberg auf einem rund 90 Meter hohen Hügel in den Ausläufern der Hellberge in der Ruppiner Schweiz. Der Zugang ist sowohl von Norden aus Rheinsberg kommend als auch von Südwesten aus Braunsberg kommend über Wanderwege möglich.

## Baugeschichte
Der Wartturm wurde im Auftrag des Prinzen Heinrich von Preußen um 1795 auf der südlichen Sichtachse des Rheinsberger Schlosses errichtet. Diese Hauptachse ging vom Mittelrisalit des südlichen Schlossflügels aus in Richtung des von Georg Wenzeslaus von Knobelsdorff gestalteten Portals des Schlossgartens. Der an der Stelle des Wartturms ursprünglich befindliche hölzerne Obelisk verfiel 1761 und wurde durch einen steinernen Obelisken ersetzt, der vermutlich aus verputztem Ziegelmauerwerk bestand. Dieser Obelisk ist zur Zeit der Erbauung des Wartturms nicht mehr nachweisbar, so dass der Turm den Blickpunkt vom Schloss vermutlich ersetzt hat.
Der erste schriftliche Nachweis über den Wartturm stammt aus dem Jahr 1802, so dass der Bau einige Jahre vorher stattgefunden haben dürfte. Der Wartturm ist im gotischen Stil gebaut und reiht sich in zahlreiche derartige Türme in europäischen Landschaftsgärten ein.
1803 wurden Fenster und Türen gestohlen, so dass der Turm der Witterung ausgesetzt war und verkauft werden sollte. Die Gardeschützen nutzten ihn im 19. Jahrhundert als Ziel für ihre Schießübungen, so dass er zunehmend verfiel, obwohl er 1830 nochmal saniert wurde. In den Jahren von 1932 bis 1934 wurde der inzwischen dachlose Turm im Auftrag der Stadtverwaltung Rheinsberg, des Provinzialkonservators und des Kreises Ruppin sowie der Hofkammer des Hauses Hohenzollern durch den Baumeister Hermann Seifert umfassend restauriert. Seit dem Sommer 2002 ist der Turm öffentlich zugänglich.
Der oktogonale Turmschaft mit Seitenlängen von jeweils 2,56 Metern besteht aus verputztem Mauerwerk. Den Abschluss bildet ein Kegeldach mit Biberschwanzziegeln und einem kupfernen Aufsatz mit Wetterfahne. Die Wetterfahne zeigt die Initialen „PH“ des Bauherrn Prinz Heinrich und das Jahr der letzten Restaurierung „2002“.

## Bildergalerie

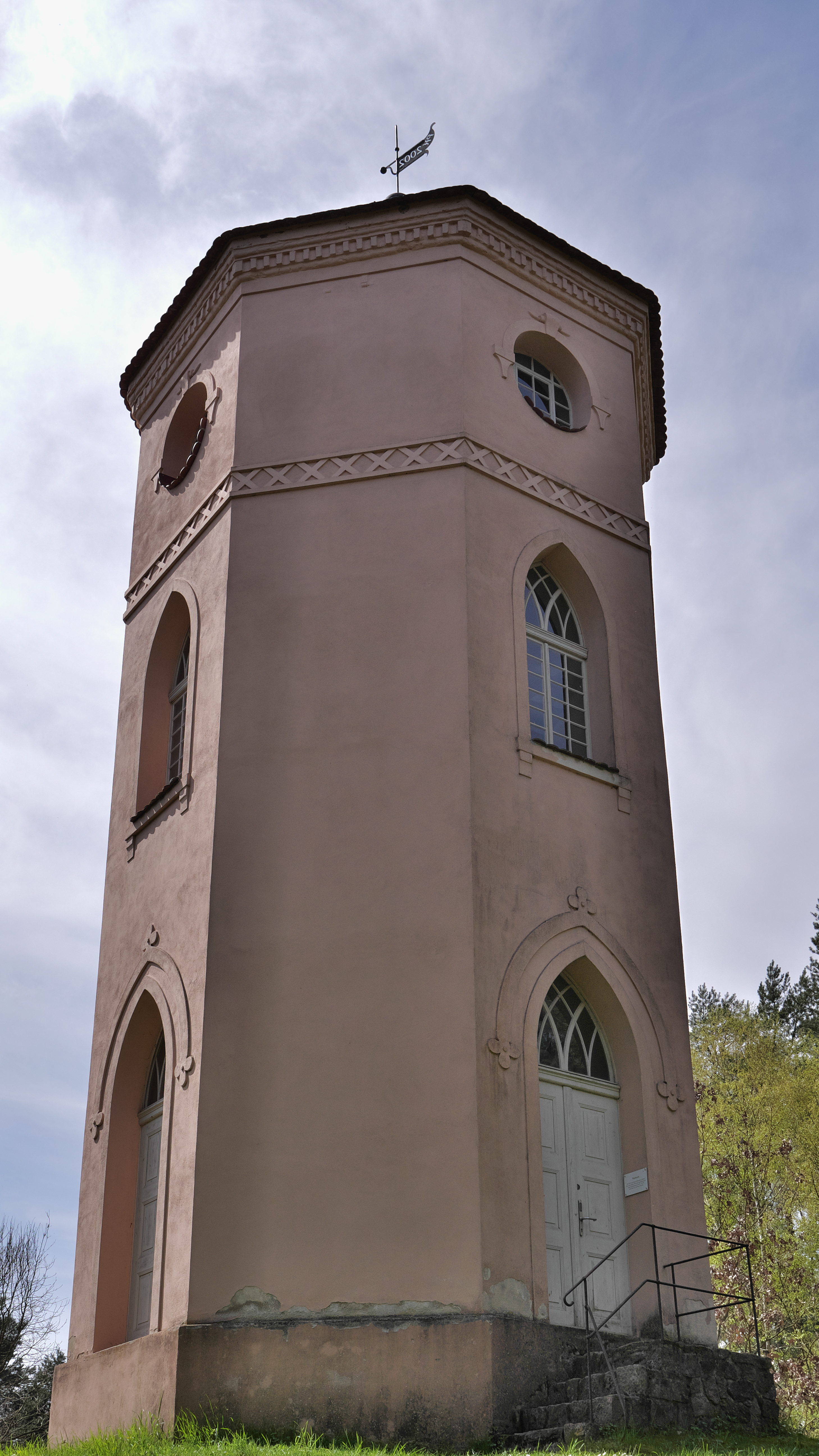
Ansicht von Norden
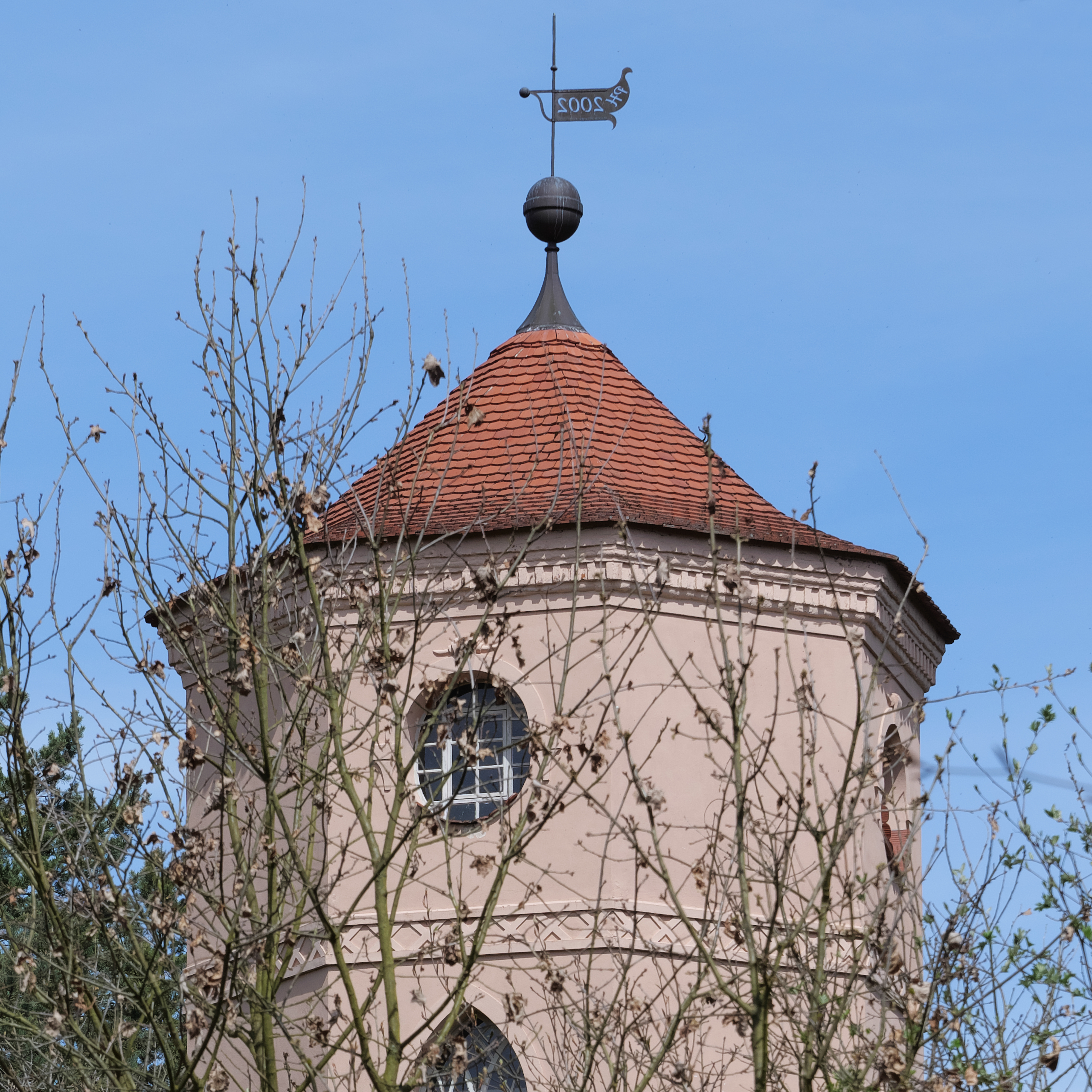
Dach des Turmes